# Вовкозуб формозький
Вовкозуб формозький (Lycodon ruhstrati) — неотруйна змія з роду Вовкозуб родини Вужеві. Має 2 підвиди.

## Опис
Загальна довжина коливається від 60 до 81 см. Голова широка, лопатоподібна. Тулуб циліндричний та дещо сплощений. На спині є 17 рядків гладенької або слабко ребристої луски. Хвіст досить довгий. Забарвлення коливається від сірого до світло—коричневого. Розбивається на численні плями — 35—50 —, чорного або темно—коричневого кольору неправильної форми з білими краями. Голова темно—сірого або темно—коричневого кольору, губи білі. Черево світло—сірого або сірувато—білого забарвлення. Молоді змії за забарвленням схожі на дорослих особин, але на відміну від них мають широку білу смугу, що проходить по всій голові.

## Спосіб життя
Полюбляє лісисті пагорби, гірську місцину. Зустрічається на висоті до 1850 м над рівнем моря. Веде нічний спосіб життя. Дуже добре лазить. Живиться виключно ящірками. У неволі поїдає різних геконів та сцинків. Жертв душить, потім ковтає з голови.
При загрозі виділяє їдкий секрет з анальних залоз.
Це яйцекладна змія.

## Розповсюдження
Мешкає у центральному та південному Китаї, Тайвані, на півночі В'єтнаму.

## Підвиди
- Lycodon ruhstrati abditus
- Lycodon ruhstrati ruhstrati